# Rey Kuang de Zhou
El Rey Kuang de Zhou (en chino, 周匡王; pinyin, Zhōu Kuāng Wáng), o K’uang de Chou, fue el vigésimo rey de la Dinastía Zhou china, y el octavo de la Dinastía Zhou Oriental. 
Nacido como Príncipe Bān, su apellido era Jī.
Su padre fue el Rey Qing de Zhou. Fue sucedido por su hermano, el Rey Ding de Zhou.